# Senador designado
Los senadores designados se refieren a aquellos miembros del Senado que no son electos por votación popular, sino nombrados por diferentes personas y organismos de entre personas que cumplen determinados requisitos.

## Regulación por países

### Brasil
En Brasil, los senadores designados (también llamados senadores biónicos; en portugués, senador biônico) fueron un cargo político establecido en la época de la dictadura militar, por la Enmienda Constitucional n.º 8, de 14 de abril de 1977, que formaba parte de un paquete de enmiendas constitucionales y decretos-leyes, que pasó a ser conocido como Paquete de Abril, sancionado durante el gobierno de Ernesto Geisel. El término senador biónico se denominó en referencia a la serie de televisión estadounidense The Six Million Dollar Man, que era popular en Brasil en la década de 1970. En la serie, el personaje principal tenía la vida salva por agentes del gobierno de los Estados Unidos, a través de implantes biónicos instalados en su cuerpo. La metáfora se hizo para señalar a los senadores que no eran elegidos popularmente y estaban protegidos por el gobierno.
Los senadores biónicos eran designados por las Asambleas Legislativas de cada uno de los estados brasileños. Como el partido de gobierno ARENA era mayoritario en todos los estados (excepto en el estado de Guanabara, que fue fusionado con el estado de Río de Janeiro en 1975), se eligieron senadores del partido de gobierno en prácticamente todos los estados.
Los senadores biónicos fueron designados el 1 de septiembre de 1978 por un período de ocho años, de 1979 a 1987. El cargo de senador biónico fue extinguido por la Enmienda Constitucional n.º 15, del 19 de noviembre de 1980, con los senadores que ya habían sido electos cumpliendo sus mandatos hasta el final.

### Chile

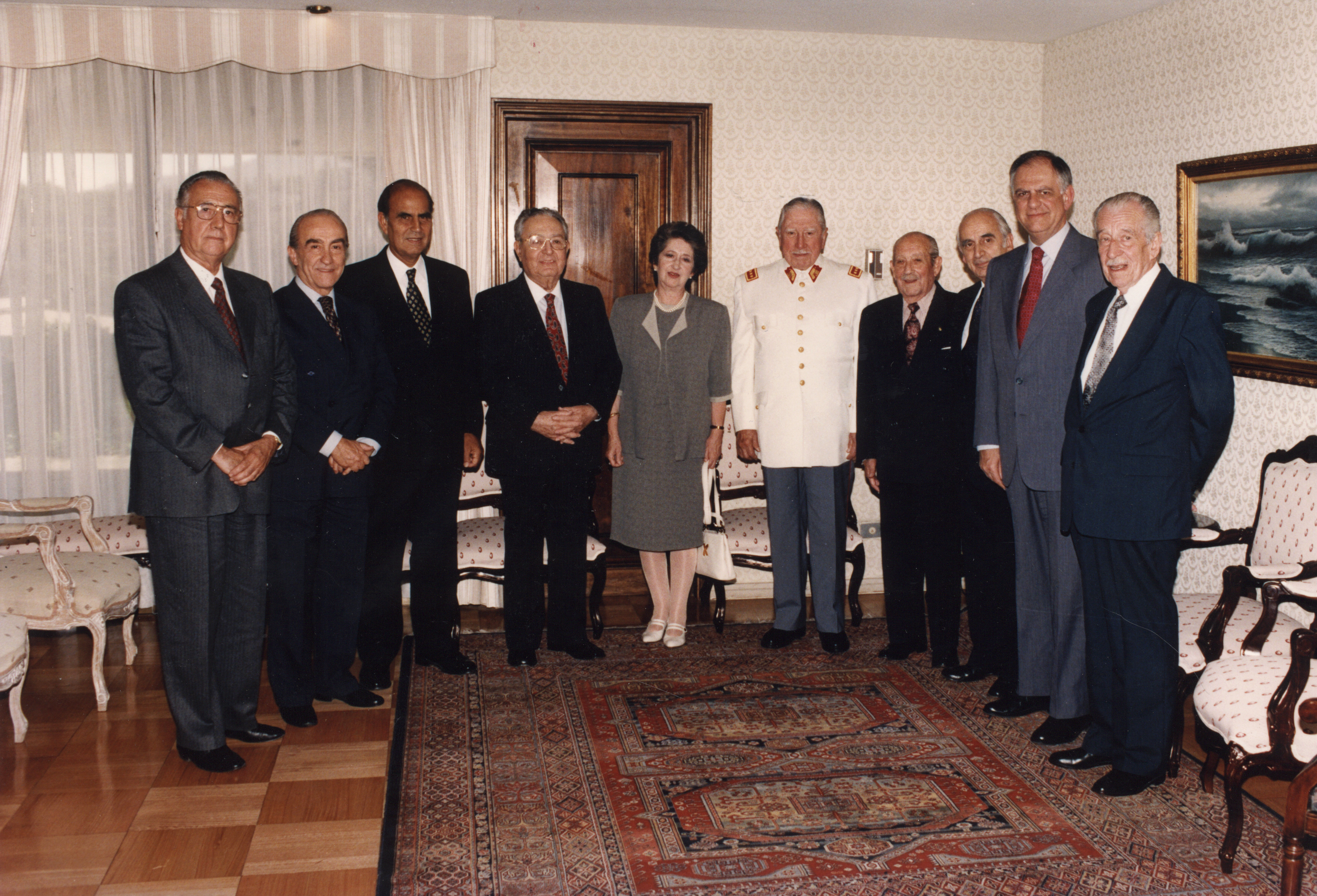
Senadores designados para el período 1990-1998, de izquierda a derecha: César Ruiz Danyau, Santiago Sinclair, Ronald Mc-Intyre Mendoza, Vicente Huerta Celis, Olga Feliú, Augusto Pinochet (quien asumiría como "vitalicio" en 1998), Carlos Letelier Bobadilla, William Thayer Arteaga, Sergio Fernández Fernández y Ricardo Martin Díaz.

En Chile, la presencia de senadores designados se extendió desde 1990, cuando el Congreso Nacional fue reabierto tras el término de la dictadura militar, hasta 2006, luego que el año anterior fuese reformada la Constitución, eliminando esta figura política. Los senadores designados, también llamados senadores institucionales, que ascendían a 9, eran nombrados por tres instituciones: el Consejo de Seguridad Nacional, la Corte Suprema y el Presidente de la República.
En particular, el presidente nombraba de manera autónoma a un ex-ministro de estado, un exrector de universidad estatal o reconocida por el estado; el Consejo de Seguridad Nacional nombraba a un ex-Comandante en Jefe del Ejército, un ex-Comandante en Jefe de la Armada, un ex-Comandante en Jefe de la Fuerza Aérea y un ex general director de Carabineros. Por último, la Corte Suprema designaba a un ex contralor general de la República y a dos exministros de la Corte Suprema que hubieran desempeñado el cargo por al menos dos años continuos.
La institución de los senadores designados y senadores vitalicios, incluida en la Constitución de 1980, fue fuertemente criticada al provocar que una fracción considerable del Senado no fuese elegida por votación popular (una vez reinstalado el Congreso Nacional en 1990, la normativa vigente en ese momento contemplaba 38 senadores elegidos y 9 designados; originalmente los senadores elegidos serían sólo 26, lo cual fue reformado en 1989 y no alcanzó a aplicarse), lo que para sus críticos la hacía antidemocrática.
En la actualidad, el término es utilizado por algunos sectores de opinión para designar a los senadores que fueron designados, desde 2005 en adelante, por los partidos políticos en reemplazo de aquellos que han renunciado para asumir otras funciones en el gobierno, ya que antes de las reformas constitucionales la vacante del parlamentario la ocupaba el compañero de lista. A diferencia de la institución original, este término no tiene validez jurídica alguna.

### España
En España, cada una de las comunidades autónomas nombra de entre sus diputados autonómicos al menos un senador (denominado senador por designación autonómica) y otro por cada millón de habitantes. Esto hace que haya un mínimo de 17 senadores designados (uno por autonomía). En la actualidad hay 58 senadores designados por los parlamentos autonómicos. Las dos ciudades autónomas del país, Ceuta y Melilla, no cuentan con representación designativa en el Senado .

### Italia
En Italia, son designados los senadores por el Presidente de la República, por sus méritos excepcionales en el campo social, científico, artístico o literario. Estos nombramientos no pueden exceder el número de cinco (basado en una interpretación de la Constitución, no compartida por todos los presidentes de la República).

### Reino Unido
En el Reino Unido, la totalidad de la Cámara Alta o Cámara de los Lores es de carácter no electivo. En su conformación ella intervienen los partidos políticos con representación relevante en la Cámara de los Comunes, así como la Reina, la Iglesia Anglicana y una cuota de lores de carácter hereditario.